# Karl Jansen (Historiker)
Friedrich Karl Daniel Jansen, auch Carl Jansen (* 17. September 1823 in Seegalendorf; † 14. Juli 1894 in Kiel) war ein deutscher Historiker und Lehrer.

## Leben
Seine Eltern waren der aus Holland stammende Daniel Wilhelm Jansen und Margaretha, geb. Höper. Friedrich Karl Daniel Jansen besuchte das Katharineum zu Lübeck und studierte in Kiel und Berlin. 1848 bestand er das Schulamts-Examen und wurde noch im gleichen Jahr Hilfslehrer (ab 1851 Lehrer) an der Meldorfer Gelehrtenschule. 1854 wechselte er an die Kieler Gelehrtenschule, wo 1865 seine Ernennung zum Subrektor folgte. 1873 wurde er 1. Oberlehrer (Konrektor) am Kieler Gymnasium und im Folgejahr Titularprofessor. 1876 erhielt er in Kiel die Ehrendoktorwürde.
Sein Nachlass befindet sich im Landesarchiv Schleswig-Holstein.

## Schriften (Auswahl)
- Das Zweikammersystem oder die Trinität des Staates. Eine historische Betrachtung mit besonderer Rücksicht auf Deutschland. Kiel 1849, OCLC 46154877.
- Über die Bedingtheit des Verkehrs und der Ansiedelungen der Menschen durch die Gestaltung der Erdoberfläche : nachgewiesen insonderheit an der Cimbrischen Halbinsel. Kiel 1861.
- Der Tag und die Männer von Eckernförde. Kiel 1870.
- Die ersten Regungen eines staatsbürgerlichen und nationalen Bewusstseins in Schleswig-Holstein. Kiel 1870.
- Uwe Jens Lornsen. Ein Beitrag zur Geschichte der Wiedergeburt des Deutschen Volkes. Kiel 1872.I:
- Die Haltung der schleswig-holsteinischen Geistlichkeit in der schleswig-holsteinischen Erhebung. Vortrag im Lutherhause den 12. November 1890. In: Die Heimat. Monatsschrift des Vereins zur Pflege der Natur- und Landeskunde in Schleswig-Holstein, Hamburg und Lübeck. Bd. 1 (1891), Heft 7–8, Juli–August 1891, S. 129–155 (Digitalisat).
- Die Schlacht bei Idstedt. In: Die Heimat. Monatsschrift des Vereins zur Pflege der Natur- und Landeskunde in Schleswig-Holstein, Hamburg und Lübeck. Bd. 2 (1892), Heft 9–19, September–Oktober 1892, S. 186–196 (Digitalisat).